# Clarissa Minnie Thompson Allen
Clarissa Minnie Thompson Allen (ur. 1 października 1859, zm. 23 listopada 1941 w Milam w stanie Teksas) – prozaiczka i poetka amerykańska. 
Pochodziła z rodziny afroamerykańskiej. Była najstarszym z dziewięciorga dzieci. Jej rodzicami byli Samuel Benjamin Thompson i Eliza Henrietta Montgomery. Ojciec był delegatem na South Carolina Constitutional Convention. Uczyła się w Howard Junior High School i South Carolina’s State Normal School. Została nauczycielką. Pracowała krótko w Howard, a potem w Poplar Grove School w Abbeville i na Allen University. Wydała zbiór opowiadań Treading the Winepress; or, A Mountain of Misfortune.